# Draco (raketmotor)

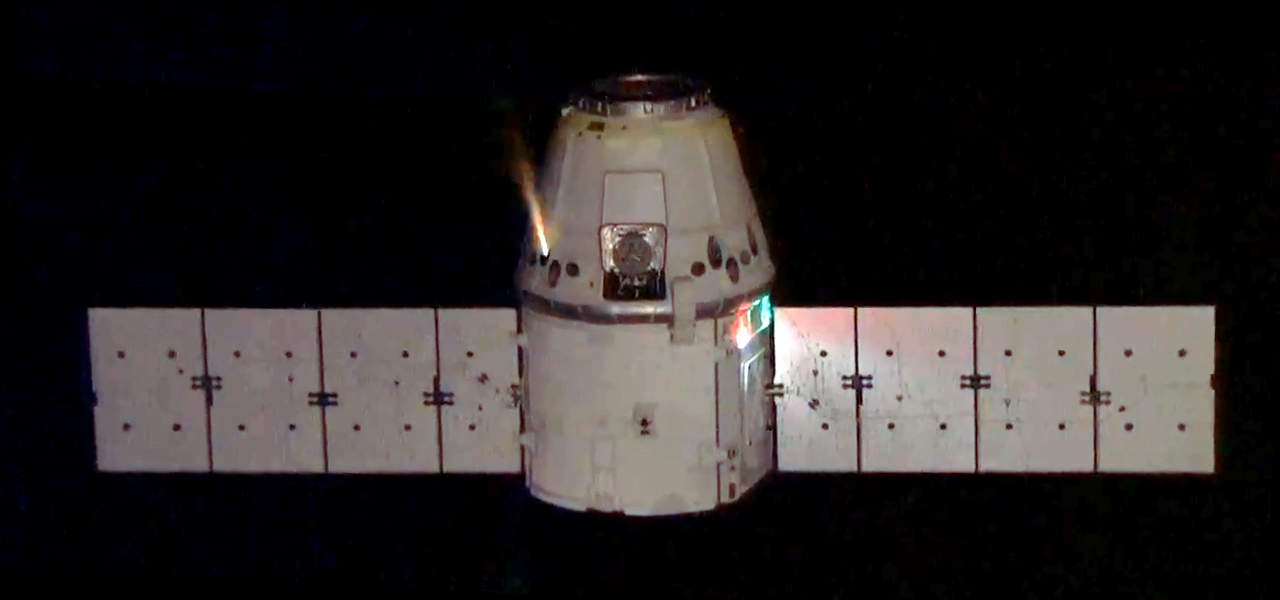
SpaceX Draco

Draco är en familj av hypergoliskt flytande raketmotorer konstruerade och byggda av SpaceX för användning i deras Dragon-rymdkapsel. Två versioner av motorn har hittills byggts, Draco och SuperDraco.

## Draco
Draco används av Dragon-kapseln för attitydkontroll.

## SuperDraco
SuperDraco kommer användas av Dragon V2-kapseln för att snabbt kunna separera kapseln från Falcon 9-raketen, före och under uppskjutningen.